# Čejkaïta
La čejkaïta és un mineral de la classe dels carbonats. Rep el seu nom del Dr. Jiří Čejka (1929), mineralogista txec, ex-director del Museu Nacional de Praga.

## Característiques
La čejkaïta és un uranil carbonat de sodi, amb fórmula Na₄(UO₂)(CO₃)₃. És un mineral radioactiu, relacionat amb grimselita. Cristal·litza en el sistema trigonal formant cristalls pseudo hexagonals de color groc pàl·lid molt petits.
Segons la classificació de Nickel-Strunz, la čejkaïta pertany a «02.ED: Uranil carbonats, amb relació UO₂:CO₃ = 1:3» juntament amb els següents minerals: bayleyita, swartzita, albrechtschraufita, liebigita, rabbittita, andersonita, grimselita, widenmannita, znucalita i agricolaïta.

## Formació i jaciments

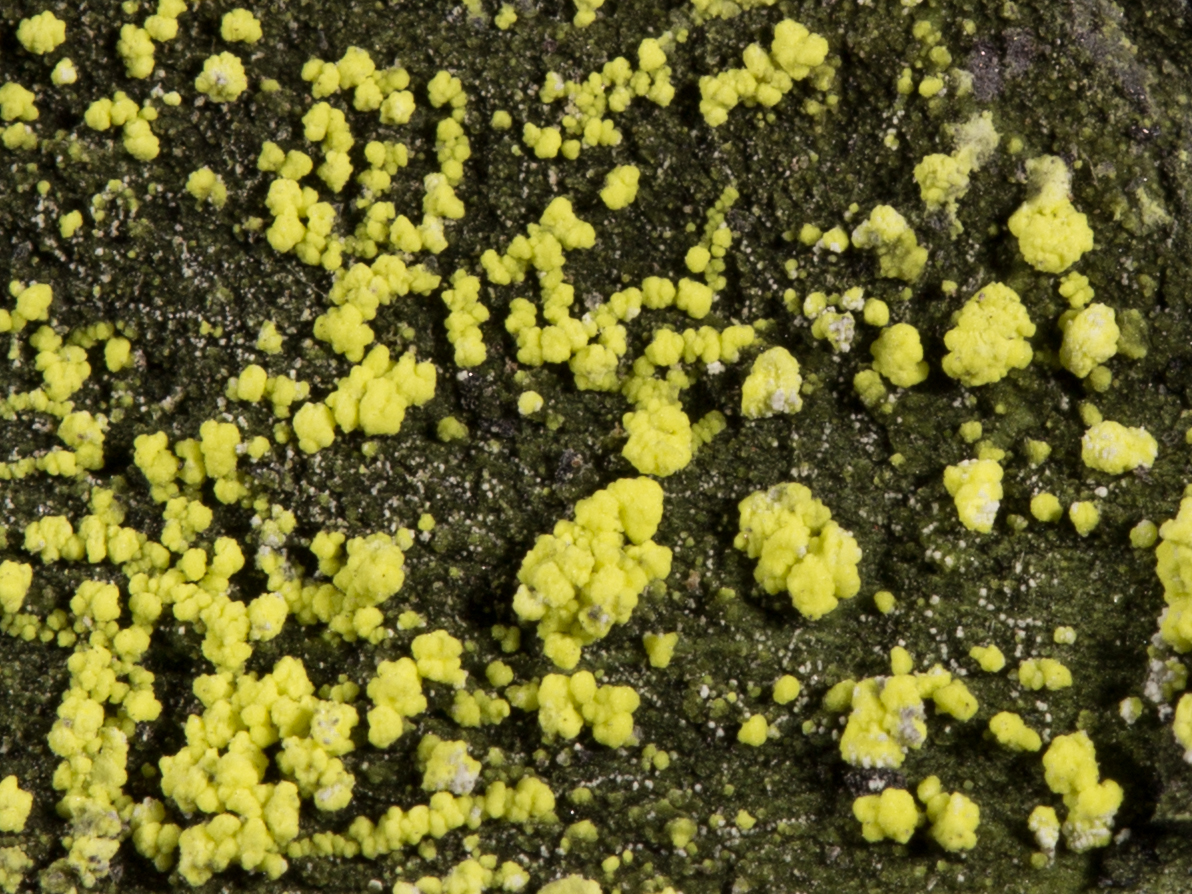
Čejkaïta de la mina Eureka (Lleida)

És un mineral secundari que s'associa amb la uraninita descomposta. Es troba en forma d'eflorescències terrosses en filons de calcita associats amb uraninita. Es forma en un ambient relativament sec en un rang de pH restringit (6,5 a 11,5, no àcid). La seva localitat tipus es troba a Jáchymov, Regió de Karlovy Vary, Bohèmia, República Txeca. A més de a la seva localitat tipus, també se n'ha trobat a Moràvia (República Txeca), a Baranya (Hongria), al Districte Reese River (Nevada, Estats Units) i a Castell-estaó (Lleida, Catalunya).